# علامة رئيسية (علم الأمراض)
في علم الأمراض، العلامة الرئيسية أو الأعراض الرئيسية هي علامة طبية أو عرض يتم التشخيص بناءً عليه.
غالباً ما يتم الجمع بين مجموعة من العلامات أو الأعراض (علم تشخيص الأمراض) حتى يتم تشخيص مرض معين أو متلازمة معينة بشكلٍ أفضل.

## أمثلة
يتميّز الالتهاب بخمس علامات جوهرية:
- تورد
- ارتفاع الحرارة
- تورم
- الألم
- فقدان الوظائف الحيوية

عرّف العلامات الأربعة الأولى للمرة الأولى آولوس كورنيليوس سلزوس في كتابه كتاب الطب لآولوس كورنيليوس سلزوس في القرن الأول الميلادي، وعرف باسم Celsus tetrad.
في متفاقمة داء الانسداد الرئوي المزمن، يتم التشخيص عادةً بناءً على ثلاث علامات رئيسية هي:
- زيادة في ضيق النفس
- زيادة كثافة البلغم
- بلغم صديدي